# Europska prvenstva u bejzbolu
Europsko prvenstvo u bejzbolu za muške. Održava se od 1954. godine.

## Rezultati dosada održanih prvenstava
| Godina | Domaćin                               | Zlato      | Srebro                 | Bronca      |
| ------ | ------------------------------------- | ---------- | ---------------------- | ----------- |
| 2010.  | Njemačka                              | (prvi)     | (drugi)                | (treći)     |
| 2007.  | Barcelona, Španjolska                 | Nizozemska | Ujedinjeno kraljevstvo | Španjolska  |
| 2005.  | Prag, Olomouc, Blansko, Chocen, Češka | Nizozemska | Italija                | Španjolska  |
| 2003.  | Amsterdam, Haarlem, Nizozemska        | Nizozemska | Grčka                  | Španjolska  |
| 2001.  | Köln, Bonn, Njemačka                  | Nizozemska | Rusija                 | Italija     |
| 1999.  | Parma, Italija                        | Nizozemska | Italija                | Francuska   |
| 1997.  | domaćin Francuska                     | Italija    | Nizozemska             | Španjolska  |
| 1995.  | domaćin Nizozemska                    | Nizozemska | Italija                | Belgija     |
| 1993.  | domaćin Švedska                       | Nizozemska | Italija                | Švedska     |
| 1991.  | domaćin Italija                       | Italija    | Nizozemska             | Španjolska  |
| 1989.  | domaćin Francuska                     | Italija    | Nizozemska             | Španjolska  |
| 1987.  | domaćin Španjolska                    | Nizozemska | Italija                | Španjolska  |
| 1985.  | domaćin Nizozemska                    | Nizozemska | Italija                | Belgija     |
| 1983.  | domaćin Italija                       | Italija    | Nizozemska             | Belgija     |
| 1981.  | domaćin Nizozemska                    | Nizozemska | Italija                | Švedska     |
| 1979.  | domaćin Italija                       | Italija    | Nizozemska             | Belgija     |
| 1977.  | domaćin Nizozemska                    | Italija    | Nizozemska             | Belgija     |
| 1975.  | domaćin Španjolska                    | Italija    | Nizozemska             | SR Njemačka |
| 1973.  | domaćin Nizozemska                    | Nizozemska | Italija                | Španjolska  |
| 1971.  | domaćin Italija                       | Nizozemska | Italija                | SR Njemačka |
| 1969.  | domaćin SR Njemačka                   | Nizozemska | Italija                | Španjolska  |
| 1967.  | domaćin Belgija                       | Belgija    | Ujedinjeno kraljevstvo | SR Njemačka |
| 1965.  | domaćin Španjolska                    | Nizozemska | Italija                | SR Njemačka |
| 1964.  | domaćin Italija                       | Nizozemska | Italija                | Španjolska  |
| 1962.  | domaćin Nizozemska                    | Nizozemska | Italija                | Španjolska  |
| 1960.  | domaćin Španjolska                    | Nizozemska | Italija                | Španjolska  |
| 1958.  | domaćin Nizozemska                    | Nizozemska | Italija                | SR Njemačka |
| 1957.  | domaćin SR Njemačka                   | Nizozemska | SR Njemačka            | Italija     |
| 1956.  | domaćin Italija                       | Nizozemska | Belgija                | SR Njemačka |
| 1955.  | domaćin Španjolska                    | Španjolska | Belgija                | Italija     |
| 1954.  | domaćin Belgija                       | Italija    | Španjolska             | Belgija     |

## Vječna ljestvica
| Država          | Zlato | Srebro | Bronca | Ukupno |
| --------------- | ----- | ------ | ------ | ------ |
| Nizozemska      | 20    | 7      | 0      | 27     |
| Italija         | 8     | 15     | 3      | 26     |
| Belgija         | 1     | 2      | 6      | 9      |
| Španjolska      | 1     | 1      | 12     | 14     |
| Uj. Kraljevstvo | 0     | 2      | 0      | 2      |
| Grčka           | 0     | 1      | 0      | 1      |
| Rusija          | 0     | 1      | 0      | 1      |
| SR Njemačka     | 0     | 1      | 6      | 7      |
| Švedska         | 0     | 0      | 2      | 2      |
| Francuska       | 0     | 0      | 1      | 1      |

## Vanjske poveznice
- Europske bejzbolske i softbolske novosti  Arhivirana inačica izvorne stranice od 10. listopada 2018. (Wayback Machine)